# Dalherdakuppe
Die Dalherdakuppe, auch Dalherdaer Kuppe genannt, bei Dalherda im hessischen Landkreis Fulda ist ein 800,6 m ü. NHN hoher Ausläufer der Dammersfeldkuppe in der Rhön. Wegen der Lage im Truppenübungsplatz Wildflecken ist sie für die Öffentlichkeit gesperrt.

## Geographie

### Lage
Die Dalherdakuppe ist ein im Naturpark Hessische Rhön und Biosphärenreservat Rhön gelegener Nordwestausläufer der Dammersfeldkuppe, zu der die Landschaft über die Dreifeldskuppe (832 m) überleitet. Die hessisch-bayerische Grenze verläuft rund 420 m südlich ihres Gipfels. Auf dem Nordhang liegt das Dorf Dalherda (Hessen), das zu Gersfeld gehört, und 4,3 km südwestlich des Gipfels befindet sich Motten (Bayern). Dort entspringt der Thalaubach, der in den auf der Südwestflanke entspringenden Döllbach (im Oberlauf Wassergraben genannt) mündet. Östlich vorbei fließt der Gichenbach als Zufluss der Schmalnau (im Ober- und Mittellauf Rommerser Wasser genannt).

### Naturräumliche Zuordnung
Die Dalherdakuppe gehört in der naturräumlichen Haupteinheitengruppe Osthessisches Bergland (Nr. 35), in der Haupteinheit Hohe Rhön (354) und in der Untereinheit Südliche Hohe Rhön (354.0) zum Naturraum Dammersfeldrücken (354.00). Ihre Landschaft fällt nach Norden und Westen in der Haupteinheit Vorder- und Kuppenrhön (353) und in der Untereinheit Kuppenrhön (353.2) in den Naturraum Milseburger Kuppenrhön (353.21) ab.

## Schutzgebiete
Bis auf die Nordflanke der Dalherdakuppe reichen Teile des Landschaftsschutzgebiets Hessische Rhön (CDDA-Nr. 378477; 1967 ausgewiesen; 410,3172 km² groß). Auf der Kuppe liegen Teile des Fauna-Flora-Habitat-Gebiets Haderwald (FFH-Nr. 5525-352; 17,9486 km²), nordwestlich der Kuppe befindet sich ein kleiner Teil des FFH-Gebiets Hochrhön (FFH-Nr. 5525-351; 48,0962 km²) und auf der Südwestflanke liegen Teile des FFH-Gebiets Bayerische Hohe Rhön (FFH-Nr. 5526-371; 192,6059 km²). Im Norden befinden sich Teile des Vogelschutzgebiets (VSG) Hessische Rhön (VSG-Nr. 5425-401; 360,8013 km²) und auf der Südwestflanke solche des VSG Bayerische Hohe Rhön (VSG-Nr. 5526-471; 190,2908 km²).

## Kuppenmann/-männchen

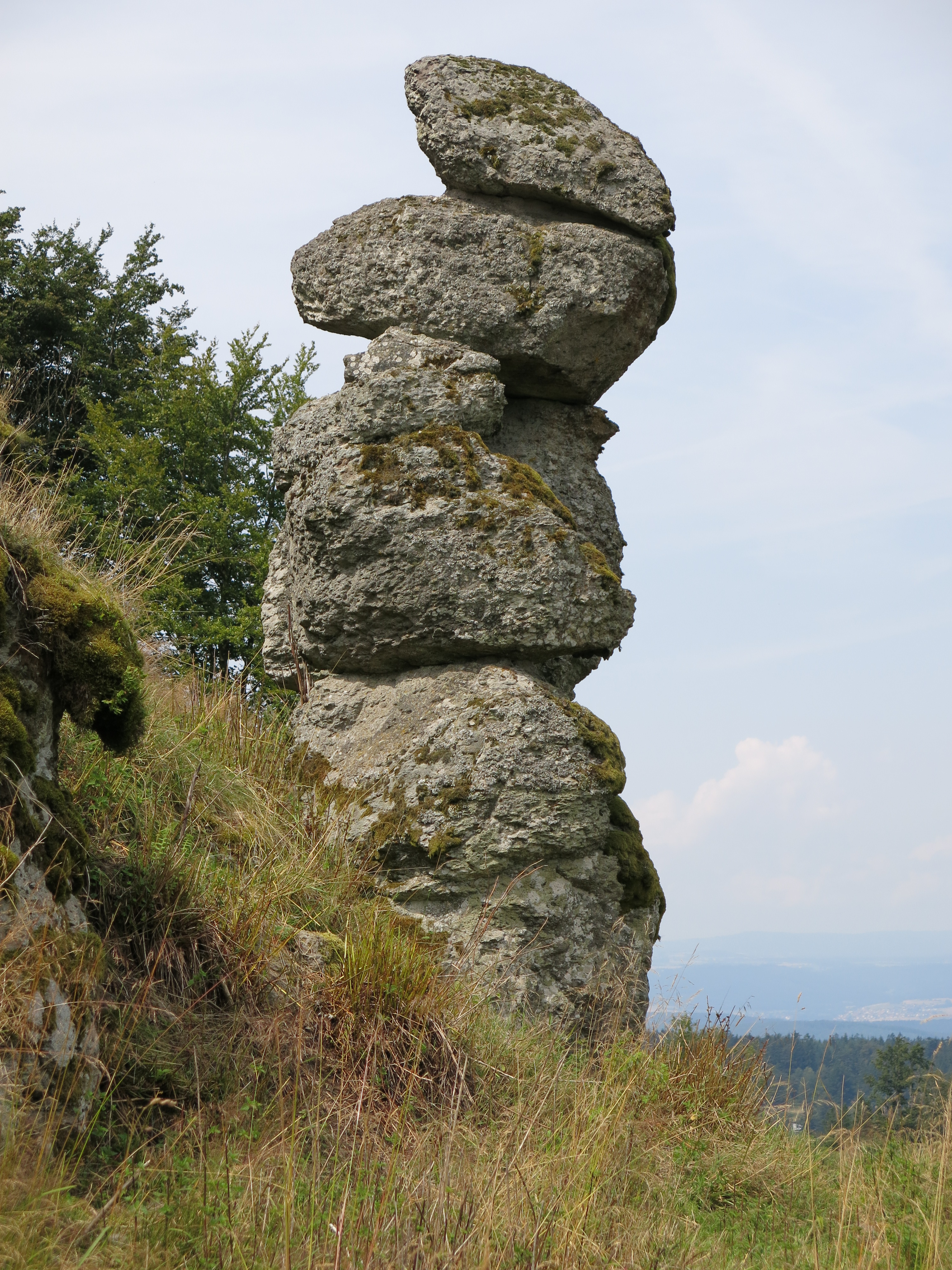
Kuppenmännchen von Osten

An der Nordflanke befindet sich eine fast fünf Meter hohe Phonolithsäule. Diese sieht einem Menschen ähnlich und wird daher Kuppenmann oder Kuppenmännchen bezeichnet. Es ist das Wahrzeichen Dalherdas. Der Sage nach handelt es sich bei der Felsformation um den Riesen Kuprian, der an dieser Stelle aus Gram und Leid versteinerte, weil ihm der Ritter von Ebersberg seine schöne Tochter geraubt hatte, die er gerne zur Frau haben wollte. Das sagenhafte Kuppenmännchen wurde im Frühjahr 1971 durch übende Bundeswehr-Pioniere zerstört, denn eines Tages fand man Kopf und Mütze in Einzelblöcken. Adolf Kreuzpaintner sorgte dafür, dass die Teile mit Hilfe amerikanischer Pioniere im August 1979 wieder, nach alten Fotoaufnahmen, zusammengesetzt wurden und das Kuppenmännchen heute noch als solches zu sehen ist.

## Truppenübungsplatz Wildflecken
Die Dalherdakuppe liegt innerhalb des 70 km² großen Truppenübungsplatzes Wildflecken; daher ist sie militärisches Sperrgebiet und nicht frei zugänglich. 1938 von der deutschen Wehrmacht eingerichtet diente der Truppenübungsplatz nach dem Zweiten Weltkrieg vorübergehend der US-Armee. Gegenwärtig wird er gemeinsam von der Bundeswehr und ihren NATO-Alliierten genutzt. An den einmal jährlich am letzten Juli-Wochenende stattfindenden Volkswandertagen besteht die Möglichkeit, das Militärgelände auf vorgeschriebenen Wegen zu erwandern. Bei wechselnden Routen kann dabei gelegentlich auch die Dalherdakuppe bestiegen werden. Das war zuletzt 2025 der Fall.

## Gipfelkreuz

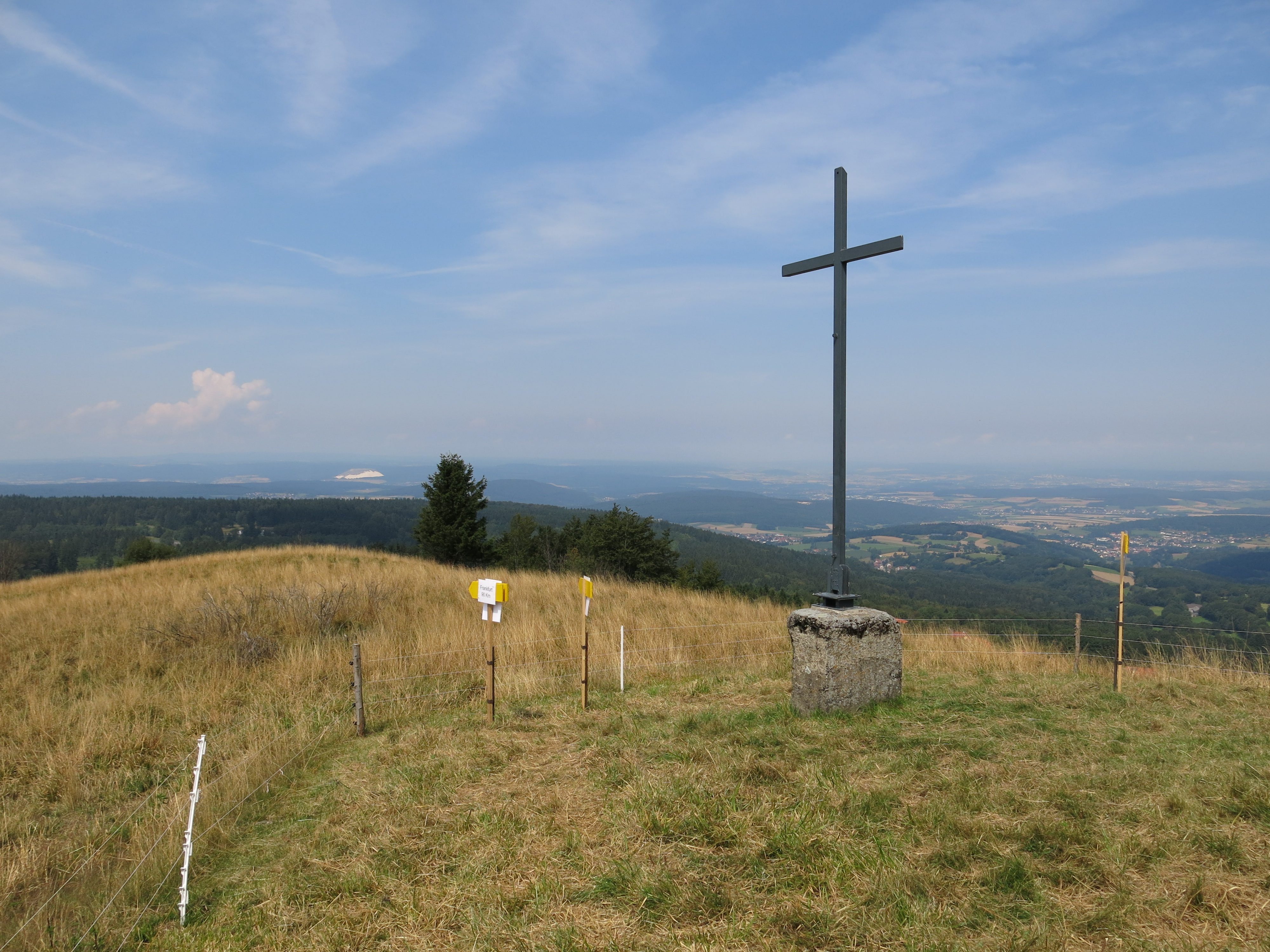
Das Gipfelkreuz auf der Dalherdakuppe

Auf dem Gipfel wurde am 4. September 2010 im Rahmen eines Gottesdienstes mit Pfarrer Gittermann aus Dalherda ein 3,40 Meter hohes Gipfelkreuz aufgestellt. Der Kunstschmied Helmut Möller aus Motten hatte es ursprünglich für den Pilsterfelsen bei Kothen angefertigt. Nachdem die Errichtung dort aber abgelehnt worden war, spendete es Möller für die Dalherdaer Kuppe.